# Янов, Трифон
Трифон Янов (Янив) (укр. Трифон Янів; 1888, с. Демня Жидачовский уезд коронной земли Королевства Галиции и Лодомерии в составе Австро-Венгрии — июнь 1919, Бирзула (ныне Подольск) — украинский военный деятель, генерал-хорунжий Армии УНР.

## Биография
В юности работал рабочим на Бориславских нефтепромыслах. Учился в гимназии.
Участник Первой мировой войны. В августе 1914 года вступил добровольцем в Украи́нский добровольческий легион в составе Австро-Венгерской армии, служил старшим десятником булавного отдела Первого полка Легиона УСС.
Участвовал в боях с русской армией в Карпатах, на Стрыпе, Лисони. В ноябре 1916 года попал в плен, содержался в лагере военнопленных в Саратове.
Весной 1917 года оставил лагерь и прибыл в Одессу, где стал одним из организаторов Союза украинской молодёжи. В Одессе в бурные 1917—1919 годы сыграл первостепенную роль в процессе развертывания местного украинского национального движения.
Принимал активное участие в деятельности Украинской военной рады, руководил подготовкой и деятельностью молодежной военной организации «Одесская Сечь», которая в конце 1917 — начале 1918 года принимала участие в боях с РККА.
Во время январских боёв против Красной армии был ранен. После выздоровления Т. Янов снова возглавил сотню. Осенью 1918 года сформировал и возглавил 1-ю студенческую сотню охраны Одессы.
С конца декабря 1918 года — и. о. начальника 5-й пешей дивизии войск Директории УНР.
Отличился в боях с Добровольческой армией под Раздельной. За боевые заслуги правительство УНР назначило его командиром дивизии и повысило в ранге до атамана (генерал-хорунжего), таким образом Трифон Янов стал самым молодым в истории армии УНР генералом.
С начала марта 1919 г. — командующий Юго-Восточной группы Действующей Армии УНР.
В конце марта 1919 г. выехал для переговоров с представителями Антанты в Одессу, где и остался. В июне 1919 год был арестован сотрудниками ЧК, вывезен в Бирзулу и казнён.
Рабочие-железнодорожники похитили его тело и тайно похоронили на новом украинском участке Второго Христианского кладбища Одессы.